# Giovanni Matteo Giberti
Giovanni Matteo Giberti (en français : Jean Mathieu Giberti)  (né le 20 septembre 1495 à Palerme et mort le 30 décembre 1543 à Vérone) est un ecclésiastique italien qui fut évêque de Vérone de 1524 à 1543 et évêque commendataire de Lodève de 1526 à 1528. Secrétaire du cardinal Giulio de' Medici, Dataire Pontifical, Evêque de Vérone (Italie) 1524-1543, Gian Matteo fut un des personnages les plus importants de la Curie, et joua un rôle de premier plan dans la vie lettrée de Rome. On se souvient de Giovanni Matteo Giberti pour avoir tenté de faire assassiner l'écrivain Pierre l'Arétin, alors qu'il était ministre de Clément VII (Jules de Médicis).

## Biographie

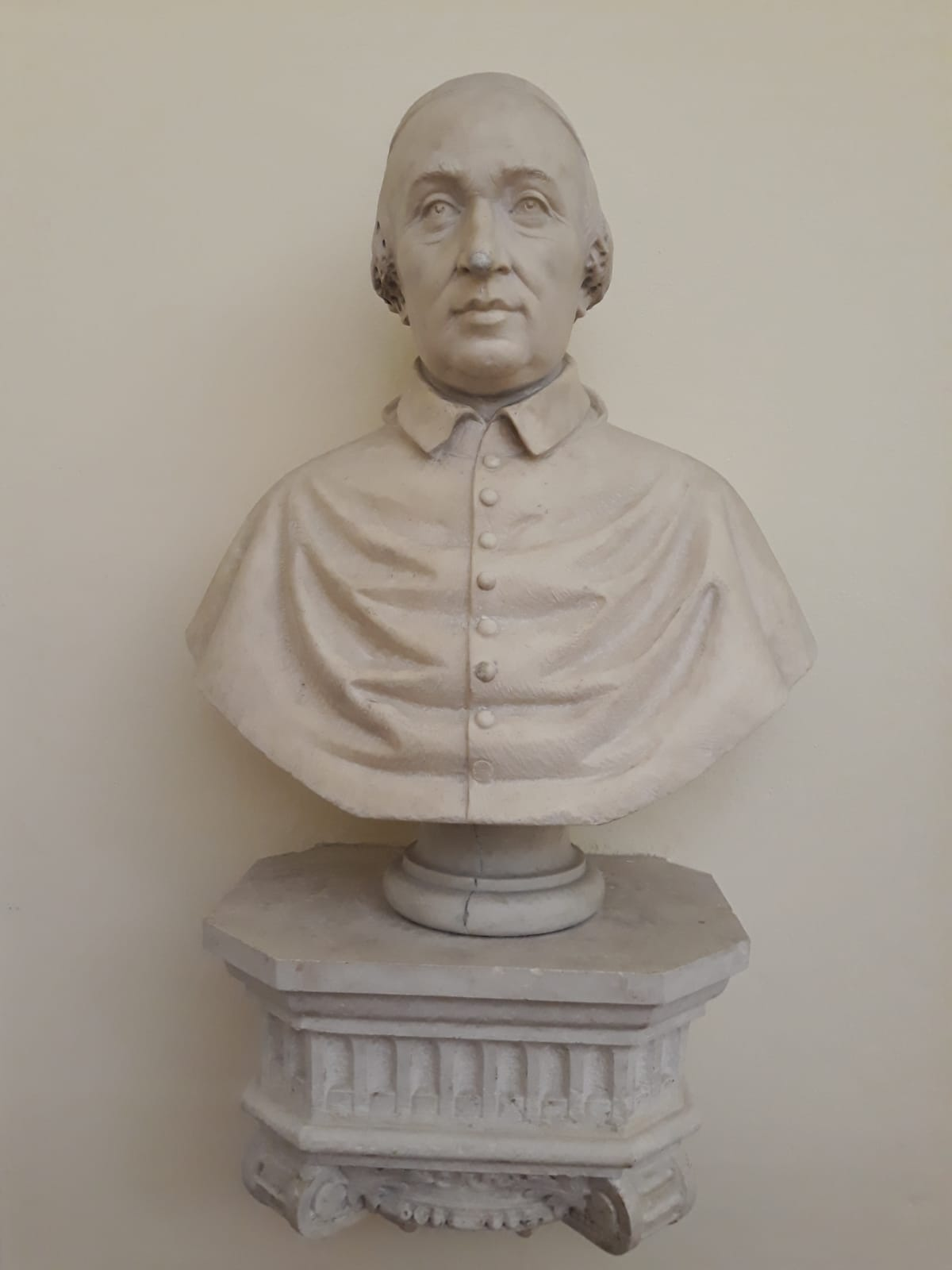
Le buste de Jean Mathieu GIberti dans la Protomothèque de la Bibliothèque municipale de Vérone

Né à Palerme le 20 septembre 1495, il était fils naturel de Franco Giberti, noble Génois, général des galères du pape, et d'une certaine Madeleine. Gian Matteo est probablement l'aîné de ses fils, on lui connait un frère, Pasquale, né à Venise, et une sœur, Mariola. On lui donna d’habiles maîtres ; et il profita si bien de leurs leçons, qu’à l’âge de douze ans, il possédait déjà parfaitement le grec et le latin. Il fréquenta ensuite les plus célèbres écoles de l’Italie, et fit des progrès très remarquables dans théologie, la jurisprudence et les mathématiques. A beaucoup d’esprit, il joignait un jugement sain, une rare prudence, de la modestie et des mœurs si douces, qu’il était impossible de le voir sans prendre aussitôt à lui un vif intérêt. Il aurait désiré ensevelir sa vie dans la retraite ; mais son père qui avait d’autres vues, après lui avoir fait prendre l’état ecclésiastique, l’obligea de se chercher un protecteur. Il le trouva dans le cardinal Jules de Médicis, qui le choisit pour son secrétaire ; et ce prélat ayant été élu pape sous le nom de Clément VII, le nomma dataire apostolique, et lui laissa l’administration de toutes les affaires. Giberti se montra digne de cette faveur par son savoir et par son intégrité. Il entama des négociations avec la France et l’Angleterre pour rétablir l’unité de l’Église, et chercha à ramener la paix entre les princes chrétiens ; mais les esprits étaient trop agités pour qu’il pût réussir dans ce noble dessein. A la prise de Rome par le connétable de Bourbon, il fut un des otages arrêtés pour sûreté de la rançon du pape ; mais le cardinal Pompée Colonne, qui estimait ses talents, le fit sortir de prison. Giberti avait été élevé à la dignité d’évêque de Vérone en 1524 ; et comme son attachement à la France continuait à le rendre l’objet de la haine de plusieurs prélats, il se retira dans son diocèse, et s’appliqua entièrement à y faire fleurir la discipline et les bonnes mœurs. Il remplaça les ecclésiastiques ignorants, ou qui se faisaient remarquer par une conduite scandaleuse ; publia des ordonnances pour rendre au culte son antique splendeur ; fit disparaître toutes les fraudes pieuses, abolit tous les usages qu’un zèle peu éclairé avait introduits dans le service divin, assura des secours aux nécessiteux et du travail aux pauvres valides, et eut soin qu’une instruction solide, donnée aux enfants de toutes les classes, prévînt le retour de ces croyances également opposées à la saine raison et à la religion. La suppression des abus ne pouvait manquer de lui faire autant d’ennemis de ceux qui en profitaient. Les jours du saint évêque furent menacés ; et le pape, informé des dangers qu’il courait, lui écrivit de sa propre main pour l’engager à revenir à Rome : mais Giberti refusa constamment d’abandonner le diocèse que la Providence lui avait confié ; et il parvint enfin à y faire régner l’ordre et la tranquillité. Il ne voulut accepter aucune des dignités qui lui furent offertes par Paul III, donnant toujours pour excuse les soins qu’il devait à son troupeau. Cependant il fut obligé de céder aux instances du pontife, et il consentit à reprendre les fonctions de dataire. Il fut du nombre des prélats chargés de rédiger les propositions qui devaient être soumises à la décision du concile de Trente, et rendit d’autres services importants à l’Église. Rentré dans son diocèse aussitôt qu’il en eut la permission, il y forma plusieurs établissements pour la congrégation des Théatins, fondée par saint Gaétan de Thiène, son ami, et dont il avait fait approuver la règle par le pape. Il établit, dans l’intérieur du palais épiscopal, une imprimerie pour les publications des ouvrages des saints Pères grecs ; et afin de s’assurer de la correction du texte, il pensionna plusieurs savants pour revoir les épreuves. Giberti avait toujours aimé les lettres. Dans sa jeunesse, il avait formé à Rome une académie pour l’encouragement de l’étude des langues anciennes ; et cette société, dans sa courte durée, avait eu des succès remarquables. Les affaires importantes qui occupèrent la plus grande partie de la vie de ce prélat, purent à peine ralentir sa première ardeur ; et les hommes instruits trouvèrent toujours en lui un protecteur zélé. Sentant sa fin s’approcher, il fit un testament par lequel il instituait les pauvres ses héritiers pour la plus grande partie de ses biens. Il mourut à Vérone le 30 décembre 1543, et fut inhumé dans la cathédrale. Le peuple accourut en foule à ses obsèques, qui furent célébrées avec pompe. Son oraison funèbre fut prononcée en italien par le P. Angelo Castiglione, et en latin par Adam Fumani ; et quoique les orateurs n’eussent eu que peu d’instants pour se préparer, le tableau des qualités et des vertus du prélat fit verser des larmes à tous les auditeurs. Une circonstance qu’on ne doit point omettre, c’est que St. Charles Borromée, allant prendre possession du siège de Milan, passa par Vérone pour recueillir les instructions de Giberti de la bouche même de ceux qui les avaient entendues, et étudier ses règlements pour les introduire dans son diocèse. Pietro Francesco Zini a publié une vie de Giberti, sous ce titre : Boni pastoris exemplum. Elle est très intéressante, mais moins exacte que celle que Pietro et Girolamo Ballerini ont mise en tête de l’édition des Œuvres de ce prélat, Vérone, 1733, in-4°. Ce Recueil contient les admirables Règlements qu’il avait publiés pour l’administration de son diocèse ; des Instructions sur l’utilité des maisons religieuses ; des Lettres ; quelques Pièces de vers ; et enfin les deux Oraisons funèbres dont on a parlé, et l’ouvrage de Zini. Giberti a eu pour amis Pietro Bembo, Jacopo Sadoleto, Marc-Antoine Flaminio, Giovanni Della Casa, Pierio Valeriano, et Marco Girolamo Vida, qui a loué son talent pour la poésie, dans un passage de son Art poétique : ce passage n’existe dans aucune édition de cet ouvrage ; mais Tiraboschi l’a inséré dans la Storia della letter. ital., tome VII, page 318.

## Succession apostolique
Giovanni Matteo Giberti a ordonné les évêques suivants :
- Cardinal Uberto Gambara (1533)